# Маріо Кеккаччі
Маріо Кеккаччі (італ. Mario Checcacci, 29 квітня 1909 — 17 січня 1987) — італійський академічний веслувальник.
Срібний призер Олімпійських Ігор 1936 року в складі вісімки.
Чемпіон Європи 1937 року в складі вісімки.